# ヒジャブ

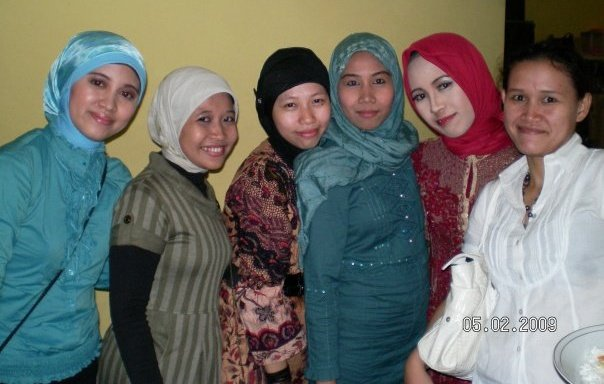
様々な色のヒジャブを着用したインドネシアのムスリム女性たち

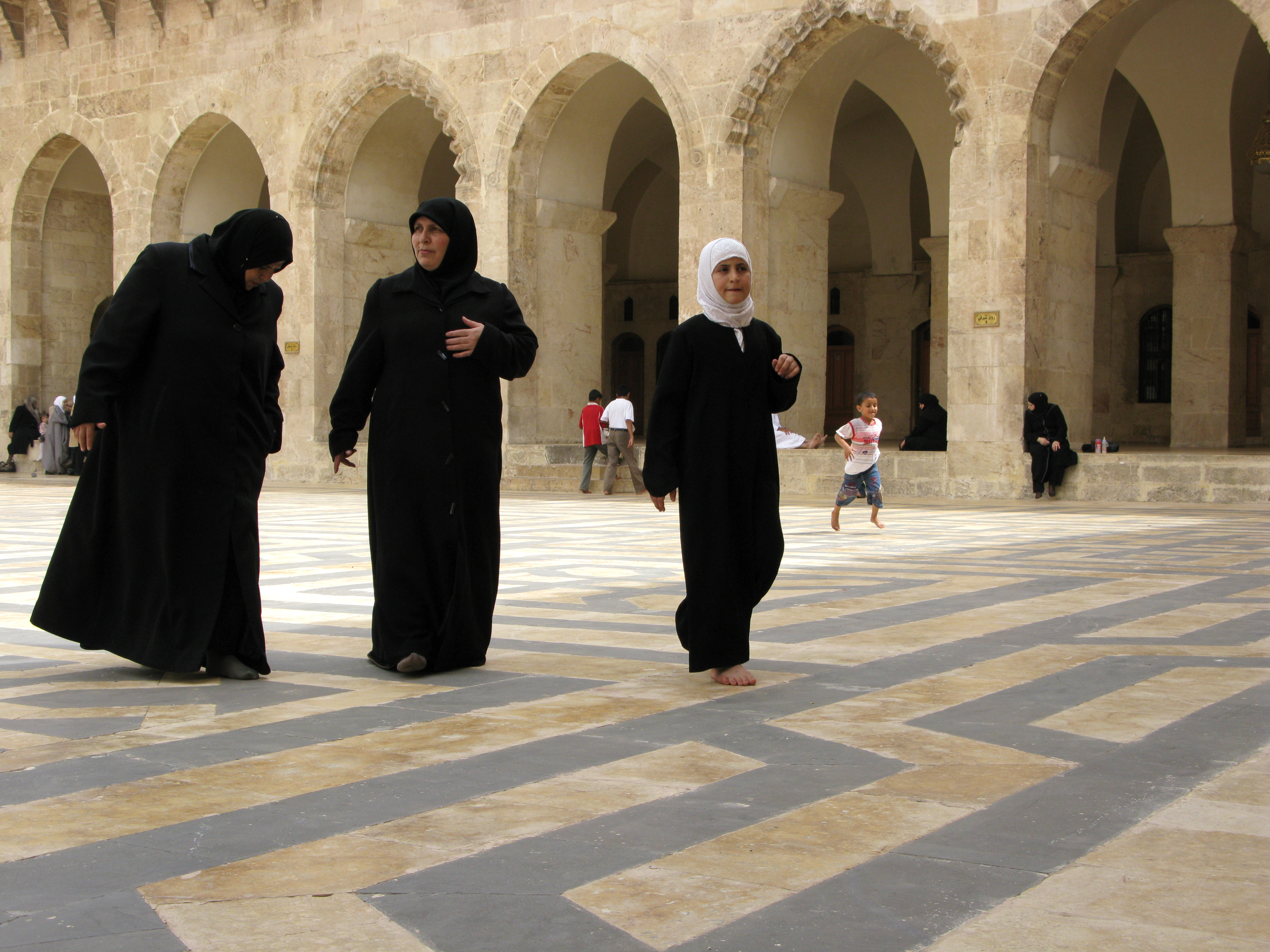
ヒジャーブとアバーヤを着用しているシリアの女性たち（アレッポ）

ヒジャブは、イスラム教を信じている女性（ムスリマ）や、非ムスリマを含めた着用を法的に義務付けているイスラーム教国内の女性が、頭や身体を覆う布。アラビア語で「覆うもの」を意味するアラビア語由来の名詞 حِجَابٌ（転写：ḥijāb, ヒジャーブ、英語: Hijab）の日本における一般的なカタカナ表記である。
元となったアラビア語での発音ではヒジャーブ、ペルシア語では元のアラビア語の母音iがeに置き換わったヘジャーブと発音されるが、日本では長母音部分を抜いてヒジャブ、ヘジャブとカタカナ表記することが多い。

## 語義
حِجَابٌ（転写：ḥijāb, ヒジャーブ）は、アラビア語の動詞 حَجَبَ（ḥajaba, ハジャバ, 「覆う、覆い隠す；隠す、（視界などから）さえぎる」の意）の動名詞で
- 覆い、カバー
- カーテン
- 遮蔽物、仕切り、衝立、パーティション
- （女性の頭を覆い隠す）ヴェール、ヘッドスカーフ

といった意味を持つ。

## 形状
形状は地域によって様々である。
イランのヘジャブを例にすると、チャードルと呼ばれる大きな半円形の布で全身を覆うタイプと、ルーサリーと総称されるスカーフは頭巾型のメグナエといった簡易なタイプの、大きく分けて二つの種類が存在する。

## イスラーム法とヒジャブ

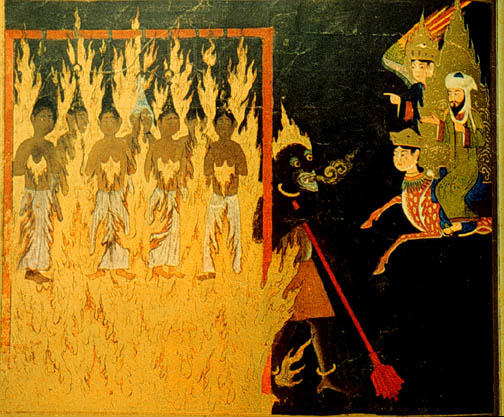
ミーラージュの伝説に含まれているハディースによれば、ムハンマドはブラクとガブリエルと一緒に地獄を訪れ、見知らぬ人に髪を見せたことで「恥知らずな女性」が永遠に罰せられるのを見る。イランのミニアチュール（15世紀）。

イスラームでは女子の服装に関してシャリーア（イスラーム法）で規定される。その根拠となる法源には以下の様なものがある。
- クルアーンの第24章31節には「また女の信仰者たちに言え、彼女らの目を伏せ、陰部を守るようにと。また、彼女らの装飾[注釈 1]は外に現れたもの以外、表に表してはならない」とある[8]。他に33章でも女子の服装に言及している。
- クルアーンの第24章30節は「男の信者たちに言ってやるがいい。（自分の係累以外の婦人に対しては）かれらの目を伏せ、貞節を守れ。それはかれらのために一段と清廉である。アッラーはかれらの行うことを熟知なされる。」とあるように男性信者にも「目を伏せて婦人をじろじろ見るな」と教えている。従って第24章30-31節は女性の隔離でなく、異性に対する道徳的行儀作法を教えている。
- ハディース（預言者ムハンマドの言行録）では「成人に達した女性は、ここを除きどの部分も見られてはならない、と言って預言者は顔と手を示された」など、服装への言及がある。

イスラム法学では、法源を基にウラマー（イスラーム法学者）が解釈を行う。ヒジャブ着用が義務になるかどうかは時代や社会環境により一定ではない。最も一般的な解釈では、「女性が婚姻関係にない男性からの陵辱から身を守るために、ヒジャブは必要である」とされる。

## 社会

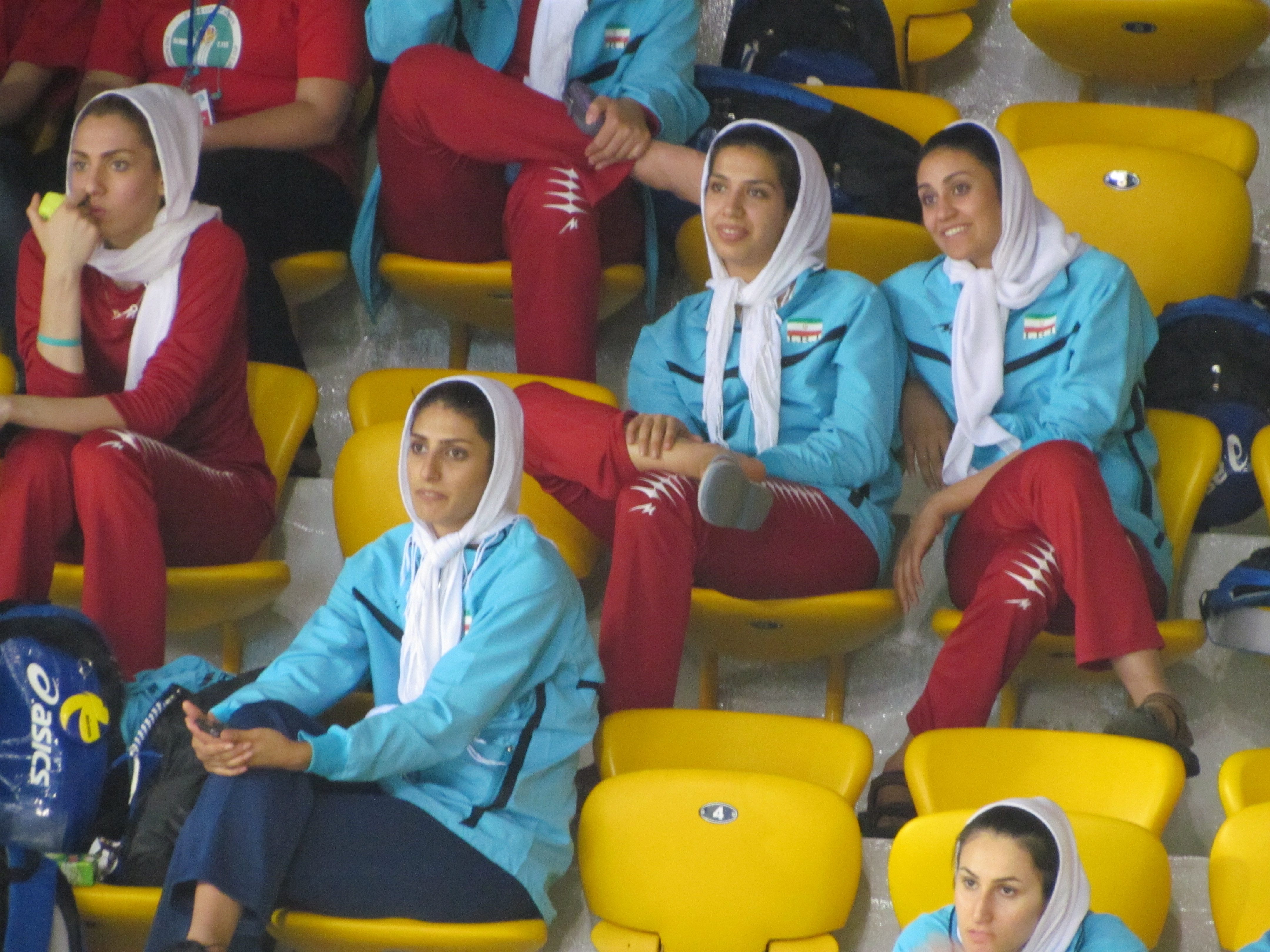
ヒジャブを着用したバレーボールイラン女子代表の選手たち

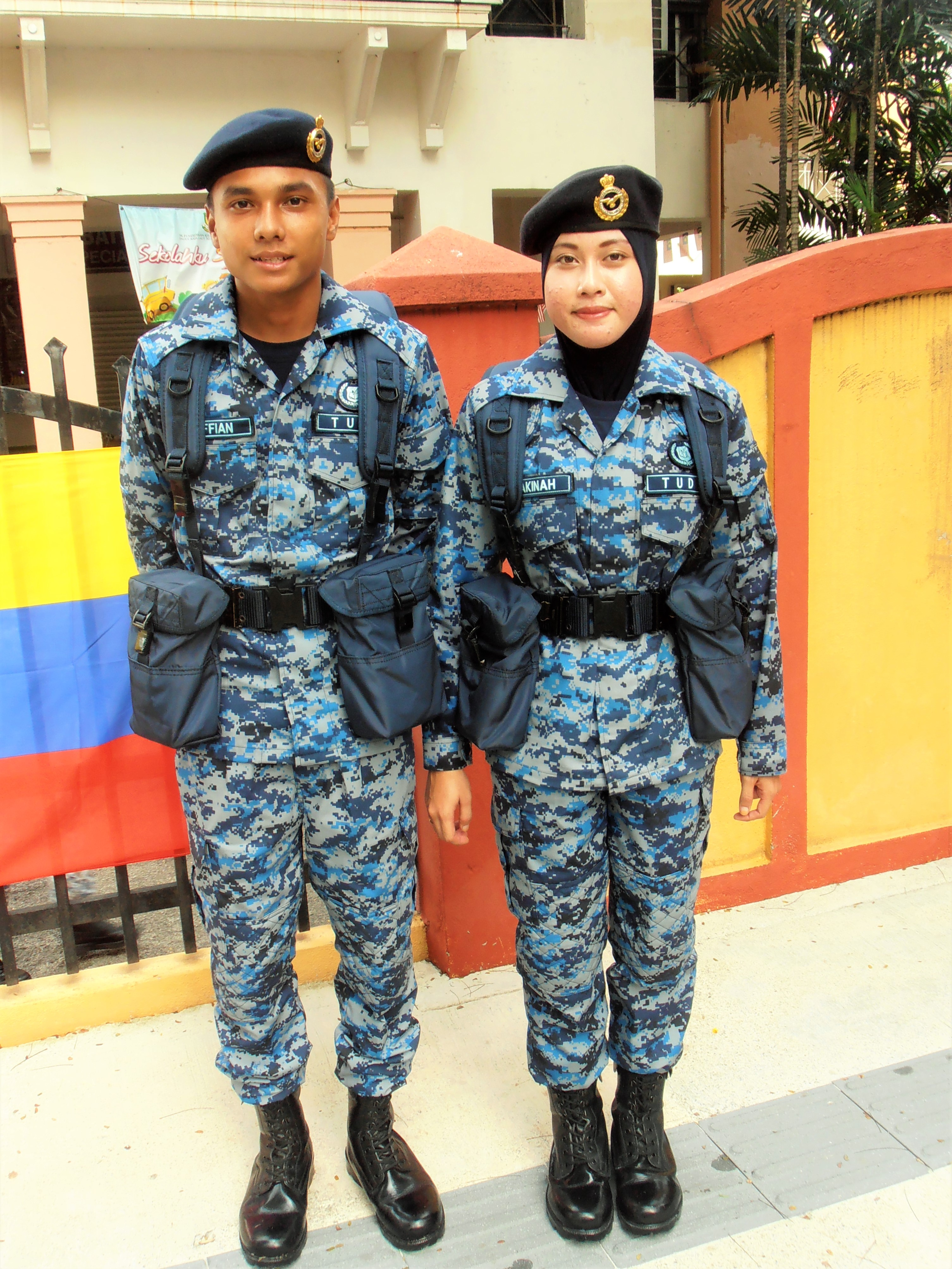
ヒジャブを着用したマレーシア空軍の女性兵士(右)

イスラム教国内の未着用や髪だし度合いへの罰則規定の厳格さは時の政権によって変化し、イスラム穏健派政権の際にはインターネットで欧米の価値観を知る若い女性たちが着用しないことも罰されずに放任されていた。逆に、政権交代後は前髪を出していたことで逮捕された女性が暴行死する事件が起きている。女性を通じて社会全体を支配している非世俗的イスラム教国にとっては、ヒジャブの強制を辞めることは、体制崩壊に繋がるアキレス腱となっている。
ヒジャブに対する対応はイスラーム教諸国や、イスラム圏以外でムスリムが暮らす地域によって様々である。イスラームの地方的慣習法（ウルフ）により、人目を引く派手な色や模様のヒジャブは同じ国の中でも地域によって非難の対象となる場合と、ならない場合がある。
後者の例では、アメリカ合衆国のように、素材や色彩、デザインの面でファッション性を高めたヒジャブが販売されている地域もある。
イスラーム教が主な宗教となっている中東を始めとする諸国では、女性の一般的な服装である。ムスリムが多数を占める国でも、トルコやチュニジアなど世俗主義や政教分離を掲げる国では公の場所での着用が禁止されていたが、両国ともに近年規制が緩和されつつあり、ヒジャブを付ける女性も珍しくはなくなっている。
イスラームを国教としていたり戒律に厳格な信徒が主流派の政権下では、婚姻、血縁関係のない男性がいる場での着用を法律で義務化している場合もある。イランでは西欧的近代化を目指すパフラヴィー朝が1936年に禁止したが、着用を望む女性の反発を受け1941年に禁令を撤廃した。パフラヴィー朝を打倒したイラン革命で成立したイラン・イスラム共和国は罰則や風紀警察による取り締まりにより義務化したが、浅くかぶって前髪を見せたり、人前で脱いだりする女性も一部で現れている。
イラン・イスラム革命後のイランでは7歳以上の少女はヒジャブが強制されており、髪を隠さない少女・女性と学校へ行くことも禁止されており、むちで打たれたり、刑務所に入れられ、人によっては殺される。アメリカに亡命したイラン人ジャーナリストで反体制人権活動家のマシー・アリーネジャード（Masih Alinejad）は、イラン訪問時にセゴレーヌ・ロワイヤル（フランスの大臣）や、イタリアのフェデリカ・モゲリーニ（欧州連合（の外交安全保障上級代表（EU外相））氏ら欧米の女性政治家が、イラン政府に言われるままヒジャブを着用したことを糾弾している。
サウジアラビアについては近年、着用は任意であるとする王室の見解が出るなどしており、ヒジャーブを着用しない女性や髪を多く出して着用する女性が増え、急速な開放政策の影響が見られる。
一方、フランスでは1905年に制定されたライシテ（政教分離）法に基づいて2004年に公立学校における「これみよがし」な宗教的標章等の着用を禁止する法律が制定されたため、ヒジャブもその対象とされ、内外のイスラム教徒から反発を受けている。
世界第3位のイスラム教徒の人口を抱えるインドでは、ヒジャーブそのものが「女性抑圧の象徴」だとしてカルナタカ州で、公立学校での女子生徒のヒジャーブ着用を禁じる通達が出されている。
また、スポーツの試合中における着用についても、国際競技連盟によって認める場合と一切認めない場合に分かれる。